# Cappella Istropolitana
Cappella Istropolitana è un'orchestra da camera slovacca, con sede nella capitale Bratislava. La denominazione Istropolitana deriva da Istropolis (letteralmente "città del Danubio"), il nome grecizzato di Bratislava.

## Storia
L'orchestra fu fondata nel 1983 e dal 1991 è l'orchestra da camera ufficiale della città. La specializzazione dell'ensemble era inizialmente sulle opere del barocco e del XX secolo. L'espansione dell'orchestra ad altri membri ha consentito al maestro di concerti Robert Mareček di eseguire quasi tutte le opere del classicismo viennese. Fin dalla sua istituzione, la Cappella Istropolitana si è esibita in tutti i paesi d'Europa, negli Stati Uniti, in Canada e in Asia e in numerosi festival musicali.

## Solisti e direttori celebri
- Christian Brembeck, direttore
- Alfred Brendel, pianoforte
- Barbara Hendricks, soprano
- Jenő Jandó, pianoforte
- Cyprien Katsaris, pianoforte
- Jaroslav Kreček, direttore
- Boris Mironovič Pergamenščikov, violoncello
- Takako Nishizaki, violino
- Bernhard Sieberer, direttore
- Martin Sieghart, direttore
- Stefan Vladar, pianoforte
- Johannes Wildner, direttore
- Barry Wordsworth, direttore
- Frank Peter Zimmermann, violino
- Otto Sauter, tromba